# Duberria shirana
Duberria shirana — вид змій родини Pseudoxyrhophiidae. Мешкає в Африці на південь від Сахари.

## Поширення і екологія
Duberria shirana мешкають у гірських районах ДР Конго, Бурунді, Південної Танзанії, Мозамбіку і Малаві, а також на плато Ньїка на північному сході Замбії. Вони живуть у високогірних луках, на висоті від 1800 до 2000 м над рівнем моря.